# Алексєєв Михайло Миколайович (письменник)
Алексєєв Михайло Миколайович (рос. Алексеев Михаил Николаевич; 6 травня 1918, село Монастирське, Саратовська губернія — 19 травня 2007, Москва) — російський радянський письменник, прозаїк і журналіст, військовий кореспондент. Герой Соціалістичної Праці (1978). Лауреат Державної премії СРСР (1976) та Державної премії РРФСР імені А. М. Горького (1966). Кавалер двох орденів Леніна (1971, 1978). Член ВКП(б) з 1942 року.